# L'Orgueil des marines
Pour plus de détails, voir Fiche technique et Distribution.
L'Orgueil des marines ou La Route des ténèbres (titre original : Pride of the marines) est un film américain réalisé par Delmer Daves, sorti en 1945.

## Synopsis
La difficile réadaptation d'Albert, un marine devenu aveugle, à la suite de l'explosion d'une grenade japonaise à Guadalcanal durant la Seconde Guerre mondiale. Il refuse, par fierté, d'annoncer cette nouvelle à Ruth, sa fiancée, afin de ne pas devenir une charge pour elle. Ses amis et une infirmière de la Croix-Rouge essaient de le persuader qu'il se trompe...

## Fiche technique
- Titre du film : L'Orgueil des marines (titre alternatif : La Route des ténèbres)
- Titre du film en Belgique : La Nuit sans fin
- Titre original : Pride of the marines
- Réalisation : Delmer Daves
- Scénario : Marvin Borowsky, Albert Maltz, D. Daves (non crédité) d'après le roman de Roger Butterfield
- Photographie : Peverell Marley, noir et blanc, format : 1,37:1
- Effets visuels : Edwin B. DuPar
- Musique : Franz Waxman
- Montage : Owen Marks
- Production : Jerry Wald, Jack L. Warner pour Warner Bros Pictures
- Durée : 120 minutes
- Pays de production :  États-Unis
- Dates de sortie :
  - États-Unis : 7 août 1945
  - France : 1er septembre 1971

## Distribution
- John Garfield : Albert Al Schmid
- Eleanor Parker : Ruth Hartley
- Dane Clark : Lee Diamond
- John Ridgely : Jim Merchant
- Rosemary DeCamp : Virginia Pfeiffer
- Ann Doran : Ella Merchant
- Ann Todd : Loretta Merchant
- Don McGuire : Bill
- Mark Stevens : Ainslee
- Anthony Caruso : Johnny Rivers
- Moroni Olsen : capitaine Burroughs
- Tom D'Andrea : Tom
- Rory Mallinson : un docteur
- Charles Evans : un officier avec Al

## Commentaire
- Considéré par Jean-Pierre Coursodon et Bertrand Tavernier comme l'« un des plus beaux films » de Delmer Daves (in: 50 ans de cinéma américain, Omnibus), découvert tardivement en France, L'Orgueil des marines demeure encore, à ce jour, méconnu. La collaboration scénaristique d'Albert Maltz, un des Dix d'Hollywood, victime des persécutions maccarthistes, est décisive. « Ce mélodrame engagé tire un bon parti de la vigueur de l'écriture et de l'idéalisme » de celui-ci. (Christian Viviani, in Dictionnaire du cinéma, Éditions Larousse)
- Sur le tournage des Plus Belles Années de notre vie (1946), classé d'emblée parmi les classiques du cinéma américain, William Wyler souhaita que ses collaborateurs s'inspirent de l'exemple de Pride of the marines. Le film de Wyler abordait lui aussi le problème de la réadaptation des soldats américains ayant participé au second conflit mondial.
- John Garfield fit, ici, une de ses premières prestations remarquées, mais l'ensemble de la distribution artistique, notamment Eleanor Parker splendidement photographiée par Peverell Marley, ne fut pas en reste.